# Овсянникова Євгенія Іванівна
Євгенія Іванівна Овся́нникова (9 листопада 1909, Київ — 11 липня 1998, Київ) — українська художниця; член Спілки радянських художників України з 1951 року.

## Біографія
Народилася 27 жовтня [9 листопада] 1909 року в місті Києві (нині Україна). Закінчила Харківський інститут організації території, після чого працювала інженером-геодезистом у Києві. 1950 року закінчила Київський художній інститут, де навчалася у Григорія Світлицького, Іллі Штільмана, Олександра Фоміна.
Мешкала в Києві в будинку на вулиці Гоголівській, № 49, квартира № 52. Померла у Києві 11 липня 1998 року.

## Творчість
Працювала в галузі станкового живопису, писала пейзажі, натюрморти. Серед робіт:
- «Портрет дівчини» (1940);
- «Дніпро. Осінь» (1948);
- «На річці Ірпінь» (1949);
- «Полтавський пейзаж» (кінець 1940-х);
- «Тане» (1955; 1968);
- «Київська ГЕС будується» (1957);
- «Дніпро весняний» (1960);
- «Бузок» (1960);
- «Тут буде метро» (1960);
- «Дніпро перед грозою» (1963);
- «Велика Багачка» (1964);
- «Трипілля» (1965);
- «Київ. Бузок» (1965);
- «На етюдах» (1966);
- «Натюрморт з гранатами» (1968);
- «Весняні роботи на полі» (1969);
- «Весна на стадіоні “Динамо” в Києві» (1960-ті);
- «Човни на Видубичах» (1960-ті);
- «Зимове місто» (1960-ті);
- «Літо. Седнів» (1973);
- «Церква вдалині» (1974);
- «Березень» (1977);
- «Натюрморт. Осінь» (1977);
- «Київ. Церква у Ботанічному саду» (1978);
- «Натюрморт з маком» (1981);
- «Віта Поштова. Копиці» (1983);
- «Чорнобривці» (1987).

Брала участь у республіканських виставках з 1949 року, всесоюзних — з 1950 року. Експонувала свої твори у Берліні, Варшаві.
Окремі картини зберігаються в колекції Міністерства культури та інформаційної політики України у Києві, Третьяковській галереї у Москві.